# Distretto di Koboko
Il distretto di Koboko è un distretto dell'Uganda, situato nella Regione settentrionale.